# Bo Libergren
Bo Libergren (født 29. april 1969 i Odense) er en dansk politiker fra Venstre. Han har været medlem af regionsrådet i Region Syddanmark siden dets oprettelse, og er formand for Region Syddanmark, samt formand for Udvalget for det nære sundhedsvæsen. Endvidere er han bl.a. næstformand for Regionernes lønnings- og takstnævn (RLTN). I perioden fra 14. marts til 31. juli 2023 varetog han posten som fungerende formand for regionsrådet i Region Syddanmark, mens regionsrådsformand Stephanie Lose havde orlov fra regionsrådet, som han senere afløste.
Fra 1984 til 1986 var Libergren formand for Folkeskoleelevernes Landsorganisation og fra 1994 til 2006 var han medlem af Fyns Amtsråd.

## Opvækst og baggrund
Bo Libergren er opvokset i Bellinge syd for Odense som søn af Ib og Gerda Libergren og gik på Bellingeskolen, hvor han også blev formand for elevrådet. I 1983 blev Libergren medlem af Folkeskoleelevernes Landsorganisation (FLO) og samme år valgt som formand for FLO-Fyn. Det følgende år, 1984, blev han så valgt som landsformand for FLO, en post som han bestred i godt to år. Organisatiorisk var økonomien i foreningen ikke nem det første års tid, hvorfor sekretariatet måtte flyttes til Bo Libergrens forældres virksomhed i Hjallese. Libergrens formandstid i FLO var på flere måder en opbrudstid i elevbevægelsen, hvor to nye landsdækkende elevorganisationer så dagens lys i Libergrens formandsperiode, men Libergren lagde dog også selv et arbejde i, at få en form for samarbejde i stand mellem organisationerne og tog således initiativ til en egentlig kontakt organisationerne imellem bl.a. i form af det første møde mellem elevformændene og gennem en mere direkte skriftlig kommunikation. Libergren lagde i samme periode en del arbejde i at søge at organisere et mere tværpolitisk elevsamarbejde i Odense Kommune, gennem det der blev kaldt Odense Elevernes Demokratiske Fraktion (OEDF), som en modvægt til det meget politisk styrede Fælles-Elevrådet i Odense. Bo Libergren fortsatte sin tilknytning til Folkeskoleelevernes Landsorganisation en del år efter sin formandstid, og var foreningens interne revisor indtil omkring årtusindskiftet.
Bo Libergren fik sin studentereksamen fra Sct. Knuds Gymnasium i Odense, hvor han gik fra 1985 til 1988, og hvor han også blev valgt som elevrådsformand. I denne periode var Libergren også med i bestyrelsen i Gymnasieelevernes Landsorganisation (GLO).
Libergren blev efterfølgende bachelor i historie og samfundsfag fra Syddansk Universitet.
I det civile har Bo Libergren arbejdet som økonomiansvarlig og medejer i familievirksomheden L-Brand & Teknik.

## Politisk karriere
Bo Libergren blev medlem af Venstres Ungdom (VU) ca. 1986, og blev samme år valgt ind i VU-Odenses bestyrelse med en post som næstformand. Han kom siden med i VU's landsstyrelse og var landskasserer for VU 1990-92 og 1993-95. En del af disse år var mens Carl Holst var formand for VU. De to fortsatte senere deres samarbejde i Region Syddanmark hvor Holst var formand til 2015.
Libergren blev som VU's kandidat valgt til Fyns Amtsråd ved kommunalvalget 1993 og var derefter medlem af amtsrådet fra 1994 og indtil det blev nedlagt ved udgangen af 2006. Han havde bl.a. poster i sygehusudvalget og undervisnings- og kulturudvalget, og i den sidste periode fra 2002 til 2006 var han formand for forebyggelses- og sundhedsudvalget. Ved kommunal- og regionsrådsvalget i 2005 var Bo Libergren opstillet som nr. 2 på Venstres liste til det nye regionsråd for Region Syddanmark, og blev uden den store overraskelse valgt som et af de 41 medlemmer af rådet. Han er blevet genvalgt til regionsrådet ved alle efterfølgende regionsrådsvalg.
I 2007 forsøgte Libergren sig med at blive valgt som Venstres folketingskandidat i Faaborgkredsen, men kandidaturet gik i den omgang til en anden.
Han har også været medlem af Odense byråd men blev ikke genvalgt til dette ved kommunalvalget 2017. Han blev folketingskandidat for Venstre i Nyborgkredsen i 2018.
Efter Stephanie Lose fik orlov fra regionsrådet i Region Syddanmark for at blive midlertidig økonomiminister i regeringen, blev han 14. marts 2023 valgt til fungerende regionsrådsformand i regionen og fungerede som sådan indtil udgangen af juli samme år.. Da Lose indtrådte i regeringen permanent overtog han i november 2023 posten som regionsrådsformand.

## Privat
Bo Libergren bor i Odense og har to voksne børn.